# Seimu
Seimu (jap. 成務天皇, けいこうてんのう, Seimu-tennō) (14. godina cara Keikoua/84. – 11. dana 6. mjeseca 60. godine cara Seimua/30. srpnja 190.) bio je 13. japanski car  prema tradicijskom brojanju. Bio je poznat kao Wakatarashihiko no Sumera no mikoto, 若帯日子天皇, わかたらしひこのすめらのみこと).
O nadnevku njegova rođenja ne postoje pouzdani izvori. Konvencijski se uzima da je vladao od 5. dana 1. mjeseca 1. godine cara Seimua/ 19. veljače 131. – 11. dana 6. mjeseca 60. godine cara Seimua /30. srpnja 190. (131. – 191.)